# Телемагазин

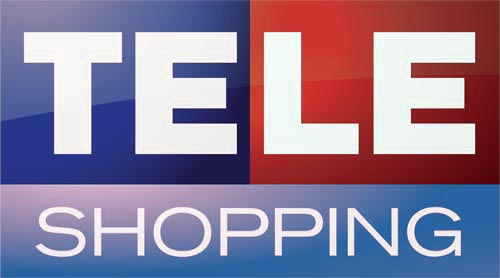
Логотип программы Télé Shopping на TF1 с 2012 года

Телемагази́н (телевизионный магазин, «магазин на диване») — форма рекламы товаров при помощи телевидения, которая позволяет приобрести товар посредством дистанционного расчёта, демонстрация товара происходит без или вне торгового объекта. Телемагазины предлагают сделать заказ и приобрести рекламируемый товар непосредственно в момент трансляции его рекламы. Зрителю демонстрируются товары различного сегмента потребления с возможностью осуществления дистанционной покупки в домашней обстановке. Ведущий шоу в телемагазине осуществляет показ товара, способы его применения, рассказывает о преимуществах, ключевых особенностях и достоинствах, свойствах, их стоимости и предлагает набрать номер телефона продавца. Телемагазины присутствуют практически на всех платных телеканалах. Ведущие телемагазинов представляют зрителям товары,  предлагая сделать заказ и приобрести рекламируемый товар непосредственно в момент трансляции его рекламы. Покупатель приобретает товар или услугу по телефону или через Интернет.
Интересы индустрии многоканальных покупок для дома и бизнеса в мире представляет некоммерческая ассоциация ERA Global.
По оценке экспертов, наиболее популярными продуктами в телемагазинах являются товары для женщин и сборники музыки.

## История
Сотрудник Европейской аудиовизуальной обсерватории и Льежского университета, член Совета Европы, эксперт в области культурных, медиа и визуальных средств Андре Ланж (англ. André Lange) разместил на своём сайте публикацию о первом упоминании в СМИ возможности продаж с помощью телевидения в 1934 году.

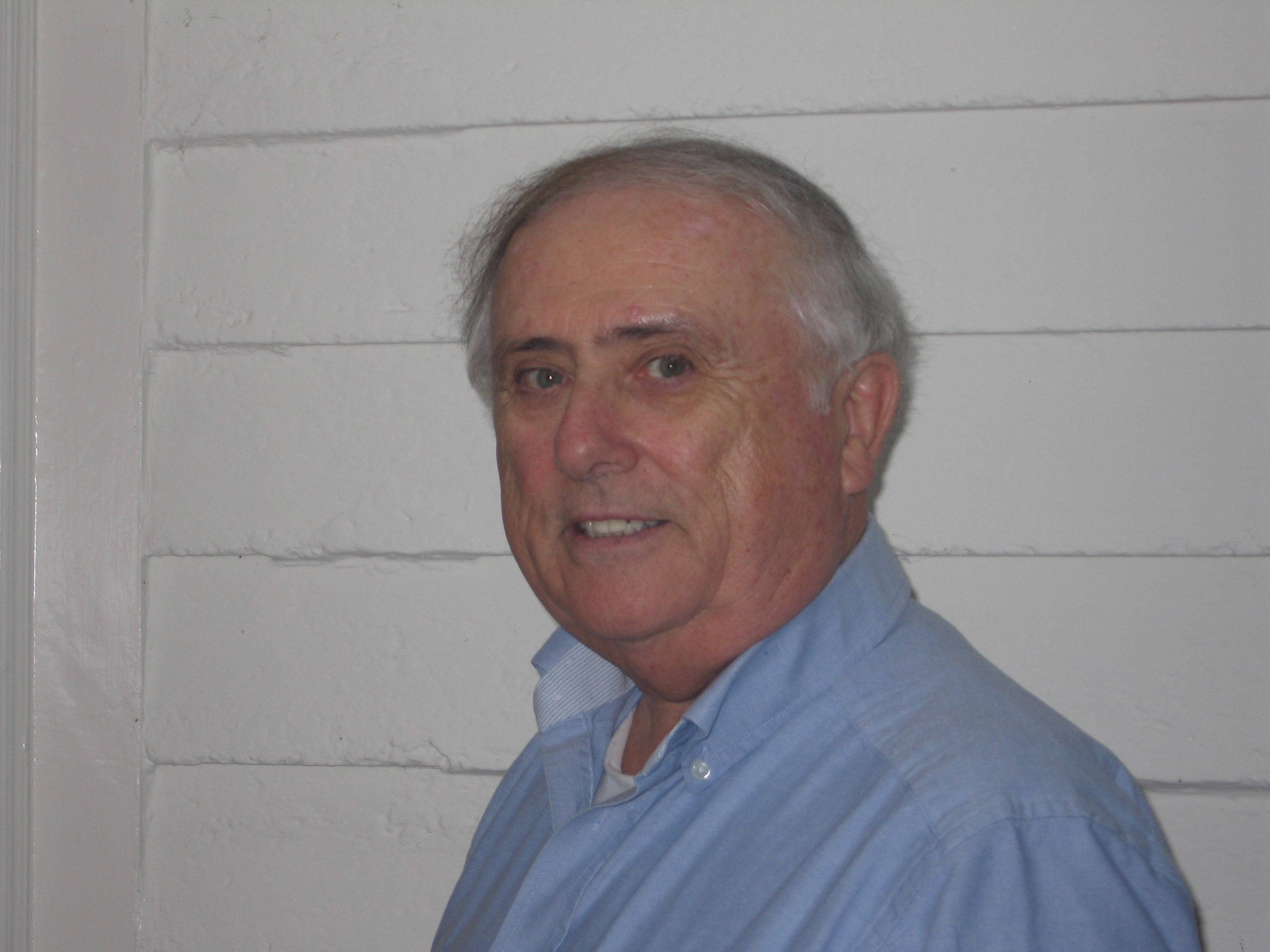
Майкл Олдрич, 2010 г.

В Великобритании существует гипотеза, что отцом телемагазина в 1979 году стал английский предприниматель Майкл Олдрич (англ. Michael Aldrich), который изобрёл способ продажи товаров, соединив телевизионный кабель и телефонную линию. Со временем этот способ трансформировался в телемагазины и онлайн-магазины или торговлю с помощью телевидения.
В 1980 году техника Олдрича стала известна как предтеча электронной коммерции под названием «Телепьютер» (англ. Teleputer) и распространялась в виде корпоративных сетей. Система в середине 1980-х годов действовала в нескольких европейских странах, США, Австралии, Канаде и в СССР. Экономическую жизнеспособность она обрела с распространением Интернета, а география продаж существенно расширилась.
В 1984 году идея телепродаж осуществилась в Гейтсхеде. Торгово-информационная система Гейтсхеда была в значительной степени инициирована профессором Россом Дэвисом, специализирующимся на географии розничной торговли в близлежащих районах. Первой покупательницей, заказавшей продукты из дома при помощи телевизионной связи в 1984 году, стала Джейн Сноуболл, эти кадры вошли в историю телевизионной хроники. Позже Университет Ньюкасла основал Оксфордский институт управления розничной торговлей в Темплтоне, Калифорния, США (англ. OXIRM — Oxford Institute of Retail Management). В 2008 году британский рынок онлайн-покупок, совершённых из дома, составил более 50 миллиардов фунтов стерлингов, из которых от 2,6 до 3,9 миллиарда фунтов стерлингов были потрачены на продукты.
Реклама и маркетинг в США развивались вместе с появлением новой технологии электросвязи — с 1950-х годов. Наиболее успешной была история Рона Попила (англ. Ron Popeil), который в середине 1950-х годов продвигал товары в супермаркетах Чикаго и первым предложил рекламу на телевидении в двухминутном ролике, указав адрес магазина. Бывший ведущий QVC Стив Брайант (англ. Steve Bryant) назвал его «изобретателем бизнеса по продаже телепрограмм с прямым откликом». Предшественником программы Рона был радиоканал, который распродавал товары и со временем сделал программу регулярной в виде шоу. В 1981 году шоу появилось на телевидении и затем переросло в телемагазин — канал Home Shopping Network.
В 1984 году в США Федеральная Комиссия Связи дала разрешение на вещание рекламных роликов длительностью дольше 120 секунд. Это было связано с политикой Рональда Рейгана по дерегуляции телеиндутсрии, когда кабельные телеканалы только начинали занимать свое место в медийной сетке Америки, и это открыло огромный потенциал для развития телевидения в локальных масштабах. Первичный успех спровоцировал появление сотни новых эфирных станций, осуществляющих вещание различных телевизионных шоу на локальном и федеральном уровне. Лицами молодых телеканалов стали известные американцам религиозные деятели и знаменитости. «Взрыв» индустрии кабельного ТВ вызвал впоследствии две проблемы: многие молодые каналы стали уходить «на дно», так как размещение рекламы не давало прибыли и даже не окупало затрат, а ночные и утренние часы эфира приносили лишь убытки. Довольно скоро в индустрии телемагазинов начали появляться свои суперзвезды. Одной из них стала Джейн Фонда, которой удалось совместить образ телезвезды с видео, пропагандирующем фитнес. Множество популярных среди американских зрителей роликов с ее участием были переведены для южноамериканской и европейской аудитории, где им удалось завоевать не меньшую популярность, чем в США.
Во Францию шоу продаж всевозможных товаров зрителям пришло из США. Первое шоу «The Magazine of the object» появилось осенью 1987 года на канале TF1 и поначалу вызвало протест зрителей, посчитавших его замаскированной рекламой.
После распада СССР телемагазины, «магазины на диване» и другие формы телевизионных продаж появились в России в формате, полностью скопированном с западных аналогов.  В 2019 году телемагазины пережили кризис, многие из них обанкротились. Телемагазины рекламировали и продавали товары на московском канале «Телеэкспо», который разбавлял рекламу бразильскими и мексиканскими телесериалами, а также на общероссийских метровых и дециметровых каналах (2x2, «ТВ Центр», ТВ-6, REN-TV, СТС, ТНТ, ТВ-3, 7ТВ, ДТВ). Первый телемагазин — «Веселкин-магазин» — сделал известным актёр Алексей Весёлкин. Многоканальную дистанционную торговлю в России создал уроженец Украины Олег Харук.
В странах СНГ «магазины на диване» начали появляться в начале 90-х годов. Сначала телемагазины появились на платных метровых телеканалах, а позже уже и на дециметровых. В основном происходила трансляция зарубежной рекламы товаров. Модель существования формата была абсолютно аналогична американской — от самих роликов до структуры продаж всего магазина. Со временем вещание телемагазинов адаптировали под потребности постсоветского рынка. Героями оригинальных национальных роликов становились звезды эстрады и кино. Это положительно сказалось на последующем развитии телемагазинов — аудитория стала более лояльной, вследствие чего возрос покупательский интерес к товарам, которые чаще всего, было невозможно купить в обычных магазинах.
Глобальный рынок телемагазинов, согласно отчёту компании Dataintelo, установившей стандарты в индустрии маркетинговых исследований, по состоянию на конец 2021 года охватывает практически весь мир: Соединённые Штаты, Европу, Китай, Японию, Юго-Восточную Азию, Индию, а также Центральную и Южную Америку
Последние рыночные тенденции, меняющаяся динамика рынка и экономический спад во всем мире в 2019 году, связанный с пандемией COVID-19, не помешали восстановлению роста телевизионных продаж, который составил в 2019 году 1,2%. В 2019 году объем глобального рынка телепродаж составлял 44310 миллионов долларов США, ожидается, что к концу 2026 года он достигнет 48550 миллионов долларов США, а среднегодовой темп роста — 1,3% в течение 2021-2026 годов (Отчёт об исследовании глобального рынка телемагазинов 2021-2026 гг.).
С развитием рынка телемагазины стали продавать товары более организованно, занимая каждый свой сегмент:
- по типу — телевидение, Интернет и прочие средства связи;
- по предмету торговли — средства домашнего обихода по применению, продуктам питания и медицинским добавкам, косметике и уходу за кожей, бытовой электронике, услугам, одежде и аксессуарам, ювелирным изделиям и прочему товару.

В США стабильными являются около двух десятков интернет-гипермаркетов, новые фирмы не могут добиться положительных результатов на этом рынке. На российском ТВ восемь телемагазинов являются достаточно мощным средством дистанционных продаж.

## Законодательство

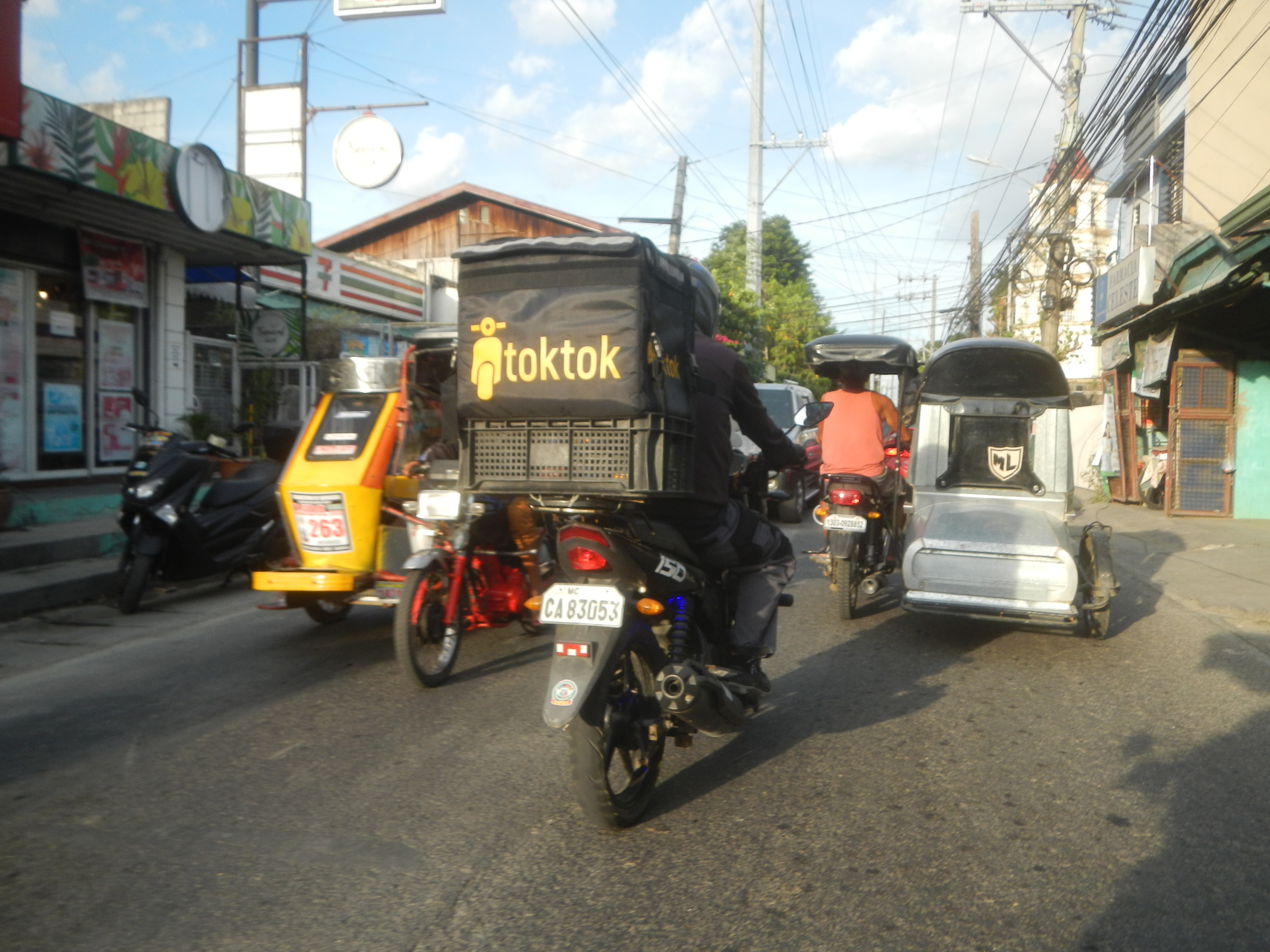
Доставка заказов на Филиппинах

В России законом установлен предел времени, в течение которого телепрограмма может рекламировать тот или иной товар — не более 9 минут в час (№38-ФЗ «О рекламе» от 13.03.2006). Реклама в любом виде («бегущая строка», спонсорская реклама, телемагазины и иные способы рекламы) не может превышать установленной законом общей продолжительности времени — пятнадцати процентов времени вещания в течение часа. Распространителям ненадлежащих рекламных телепередач Федеральная антимонопольная служба России выдаёт предписания о прекращении распространения рекламы (например, ЗАО «ТВ Дарьял» и ЗАО «Новый канал», телемагазины на каналах «Домашний», «Перец»). Телемагазины не могут прерывать телепередачи, так как реклама должна размещаться исключительно в перерывах между ними и другим).
В Республике Беларусь деятельность телемагазинов регулирует «Закон о рекламе», в соответствии с которым белорусские товары и услуги могут рекламировать иностранные компании. Рассылка рекламы по почте (в бумажной и электронной форме), а также рекламные предложения рассылаемые с помощью средств электросвязи, как и в России, можно отправлять только с согласия абонента или адресата, причём согласие оформляется отдельным заявлением и не может быть включено в текст иного документа.
В США деятельность телемагазинов регулируется многочисленными правилами, определяется как «прямая продажа» (англ. Direct sale) и подпадает под действие «Закона о защите прав потребителей».
В Великобритании деятельность телемагазинов регулирует агентство, наделённое государственными полномочиями — Office of Communications.
В Испании телереклама, включая телемагазины, распространяется преимущественно средствами кабельного телевидения. Информационная реклама размещается вне времени наиболее активных просмотра телевидения, обычно вечером или ночью, в прайм-тайм часы для коммерческих вещателей.
В 1989 году Евросоюз принял Директиву «Телевидение без границ», обновлённая версия вышла в 2008 году под названием «Об аудиовизуальных медиауслугах» и установила минимальные стандарты регулирования аудиовизуальных медиауслуг в странах Евросоюза. Согласно Директиве, реклама «телемагазина» в Евросоюзе не должна длиться более 12-ти минут и занимать в пределах одного часа не более 20%.

## Специфика продаж

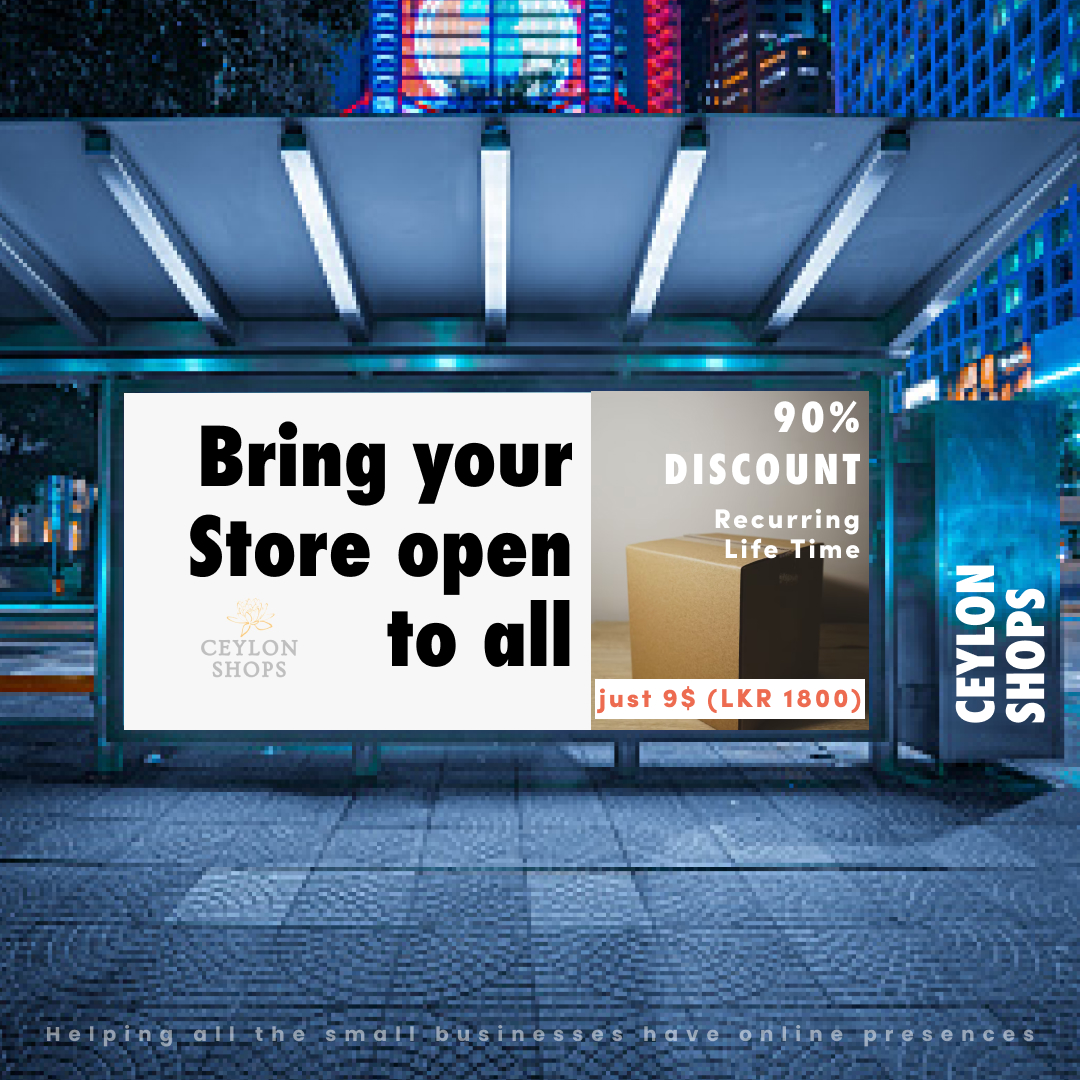
Первый онлайн-магазин на Цейлоне

Специфика товаров определяется средствами телевещания. Производители предоставляют свой товар телемагазину с полным описанием преимуществ, описанием результатов испытаний, обозначением целевой аудитории, документации, сертификата, рекламным роликом (при наличии), анализом цен на рынке, с обозначением желаемой цены. Обязательное условие — ограниченность партии товара.
Скидка на продаваемый товар, как правило, действующая ограниченное время, иногда довольно значительна — до 50%, что повышает её продажи. Для презентации товаров приглашаются специально обученные продавцы, обладающие артистическими способностями, иногда — известные личности. Используется «парный конферанс», когда один из выступающих говорит о достоинствах товара, его удобстве и выгодах, а второй поддерживает его одобрительными жестами, фразами и восхищёнными положительными оценками. Некоторые компании приглашают профессиональных актёров и танцоров
В России услугами телемагазинов в большинстве случаев пользуется около 40% мужчин и 60% —женщин в возрасте от 25 до 35 лет.
Несмотря на изначально сформировавшееся предубеждение в отношении телемагазинов, формат телепродаж существует уже более 30 лет. По статистике, 3 из 10 американцев совершили как минимум одну покупку в телемагазине за год.
Главными преимуществами для покупателя являются эксклюзивность товара и его низкая стоимость. Существует ряд достоинств, благодаря которым сфера телепродаж до сих пор показывает достаточно высокие показатели среди остальных видов телерекламы:
- всесторонняя демонстрация позволяет показать объективные достоинства и недостатки продукта;
- презентация способов использования продукта помогает настроить зрителя на осознанную покупку, что вследствие ведет к положительным отзывам от покупателей и минимальному проценту возврата;
- регулярные акции позволяют реализовать в максимально короткие сроки большое количество товара по наиболее выгодной для покупателя цене;
- гарантия на предоставляемый продукт и возможность возврата дают покупателю возможность принять наиболее взвешенное решение о покупке.

Проводятся различные исследования рынка птелепродаж и исследования реакции потребителя на формат «рекламного шоу». Авторы работы «Планируемые или импульсивные покупки? Как создавать эффективные рекламные ролики» Том Эжди из Оклендского университета и Бретт А. С. Мартин из Квинслендского технологического университета исследовали поведение 878 покупателей рекламных роликов для шести продуктов крупного международного рекламного агентства и выяснили, что покупатели при просмотре рекламного шоу испытывают такие же реакции, что и перед осуществлением запланированной покупки. Они также изучили влияние содержания контента рекламного шоу на потребителя. Эффективнее всего покупку мотивировали экспертные комментарии, отзывы и демонстрация предлагаемого товара.
Рентабельность телевизионных магазинов во многом обеспечивается за счет доверчивости части телезрителей, а также благодаря активному использованию ведущими шоу методов вербальных манипуляций. В большинствеслучаев продавцы преувеличивают значимость условной проблемы, которую потенциальный покупатель может решить с помощью предлагаемого товара, особенно если рассматриваемая ситуация касается бытовых и хозяйственных вопросов. Для подтверждения этого в телепередаче транслируется видеосюжет, в котором в утрированном виде демонстрируется необходимость в предлагаемом товаре (например, в нём изображаются некие затруднения при решении какого-либо бытового вопроса, которые имелись до покупки товара, артисты демонстрируют какой некомфортной была бы их жизнь без него).
Влиятельные бренды Apple, Microsoft, Thermos-Grill) использовали рекламные шоу для установления более близкой связи с покупателем и распространения углубленной истории продукта. Брендами избирается стратегия избегания атрибутов «улыбчивости» традиционных рекламных шоу для создания более выгодного представления о продукте, бренде и потребителе. Компания Apple отказалась от использования рекламных шоу в 1997 году, с возвращением Стива Джобса к управлению компанией.

## Формат вещания
Телемагазины при создании медиаконтента ориентируются на популярные у зрителя ТВ-форматы. Готовый продукт может относиться к категории развлекательных программ, информационных, эмоционально окрашенных, иногда — сочетать все признаки. На протяжении истории существования телемагазинами было освоено множество форматов вещания для достижения максимального отклика аудитории и повышения числа продаж: в разные эпохи развития данного ТВ-жанра создатели реализовали свои идеи в виде телеаукционов и шоу «домашнего шопинга».
Данные форматы со временем доказали свою непродуктивность и тем самым открыли путь для более привычных зрителю телемагазинов как ток-шоу или шоу-демонстрации. На данный момент в индустрии телемагазинов используются такие форматы как шоу-демонстрация, длительные сюжетные ролики, документ-шоу, бренд-шоу и ток-шоу. Каждый из форматов пользуется высокой зрительской популярностью, при этом имеет как очевидные преимущества, так и недостатки. 

| Формат               | Что из себя представляет | Преимущества                                                                                               | Недостатки | Продукты, эффективно продаваемые в границах данного формата                                                                                   |
| -------------------- | --- | --- | --- | --- |
| Демонстрационное шоу | Выдвигает на первый план применение продукта                                                                                | Зрителю демонстрируется практическое применение продукта в формате развлекательной передачи                | Пользовательская популярность сильно зависит от способностей ведущего, не эффективен для реализации розничных брендов                                                                         | Предметы домашнего обихода, аксессуары, техника                                                                                               |
| Сюжетная реклама     | Вымышленная история, апеллирующая к эмоциям                                                                                 | Качественный визуальный ряд, интересный для зрителя сюжет                                                  | Непрогнозируемый риск низкой эффективности | Эффективно для розничных торговых марок, где имидж — одна из важнейших составляющих успеха                                                    |
| Документальное шоу   | Выпуск новостей/документальная передача                                                                                     | Информация лаконична, способствует более высокому позиционированию продукта                                | Большие затраты по времени и финансам при производстве. Минимум развлекательной информации | Продукция высокого ценового сегмента |
| Бренд-шоу            | Демонстрационный формат, мотивирующий сделать покупку по телефону, в Интернете или розничной сети конкретной торговой марки | Возможность представить продукт из розничных сетей аудитории, привыкшей делать покупку в телефонном режиме | Риск снижения уровня продаж, если продукт одновременно представлен и на ТВ и в розничной сети. Возможны конфликты между заказчиком и производителем рекламы относительно презентации продукта | Запуск нового продукта для розничной сети или расширение канала распространения для уже существующих. Используется крупными розничными сетями |
| Ток-шоу              | Аудитория разговаривает про определенный продукт или услугу                                                                 | Низкий бюджет                                                                                              | Для удержания интереса телезрителей все сюжетные ходы должны быть расписаны с высоким профессионализмом                                                                                       | Продукты с возможностью внесения личных изменений и бизнес-схемы для неподготовленных зрителей                                                |

## Критика
В медийном пространстве знание о вещах формируется телевизионной рекламой и является с этой точки зрения «не столько «вещами» в предметном смысле, сколько проекцией наших представлений о них». Медиареальность в телемагазине, по сравнению с новостной журналистикой, свидетельствует о большей ориентированности рекламной информации во внешнюю среду — она создаётся на основе обращения к телезрителям, обыгрывая сцены из повседневной жизни, демонстрируя бытовые проблемы и делая проблемными обыденные ситуации, что характерно для медиареальности телемагазина.
На продажу принимаются, как правило, товары, похожие на товар, представленный в других магазинах, но помимо телемагазина их невозможно приобрести в другом месте, что исключает возможность сопоставления цен покупателем и делает возможной повышение торговой наценки иногда до сотни процентов. Зачастую в телемагазинах продаётся некачественный или обычный товар по завышенной цене. Телемагазины зачастую предоставляют неточное описание продуктов, используя большое количество вводящей в заблуждение рекламы, рекламируются продукты среднего качества и обычные повседневные продукты как восьмое чудо света.
Посредством рекламы в телемагазинах формируется образ субъективного благополучия, применяются эффективные способы убеждения, используется склонность к импульсивным покупкам у очень молодых и пожилых людей

## Прогнозы
Согласно прогнозам, к 2027 году объем мирового рынка телемагазинов достигнет 49180 млн долларов США по сравнению с 44930 млн долларов США в 2020 году при среднегодовом темпе роста 1,3% в течение 2021-2027 годов.
За последние три года продажи на американских телеканалах снизились, большое влияние на розничную торговлю в целом и телетрансляции оказал Интернет, экономическая и политическая неопределённость также повлияли на доверие потребителей. Магазины всё чаще используют сетевую продажу, в основном через Интернет, большая часть продаж приходится на заказы, сделанные с мобильных телефонов. Тенденция корпоративных слияний компаний розничной торговли, СМИ и Интернета свидетельствует о том, что будущие инновации в сфере покупок на дому будут ориентированы на «информационное устройство» — союз телевидения и Интернета.
В 2017 году онлайн-продажи канала QVC (англ. Qurate Retail Group) в США составили 59 процентов, а в 2018 году они выросли до 62 процентов. 66 процентов покупок были совершены через мобильное приложение.
По мнению исследователей (сотрудник креативного агентства Lippincot Дэвид Р. Майер и партнёр, соруководитель консалтинговой компании Oliver Wyman Ник Харрисон), новые революционные изменения на рынке глобальной торговли произойдут с увеличением числа использований голосовых помощников — Alexa и Siri которые используют алгоритмы сравнения характеристик товара и формирования рекомендаций. Потребители всё чаще ищут с их помощью продукцию повседневного спроса в Интернете — от самых простых товаров, например, «самый дешёвый мешок муки», до сложных — «самый долговечный аккумулятор», цифровая техника и так далее.

## В массовой культуре
- Х/ф. «Святоша» (1998).